# واسیل شوپتار
واسیل شوپتار (انگلیسی: Vasyl Shuptar؛ زادهٔ ۲۷ ژانویهٔ ۱۹۹۱) یک کشتی‌گیر اهل اوکراین است. 
از افتخارات وی میتوان به کسب مدال برنز وزن ۶۱ کیلوگرم کشتی فرنگی مسابقات قهرمانی کشتی جهان ۲۰۱۵ و مدال برنز وزن ۶۱ کیلوگرم بازی‌های اروپایی ۲۰۱۵ اشاره کرد.